# Leif Davidsen
Leif Davidsen (født 25. juli 1950 i Otterup på Nordfyn) er en dansk forfatter og journalist. 

## Karriere
Davidsen har arbejdet på Lolland-Falsters Folketidende, fra 1984-1988 var han Danmarks Radios korrespondent i Moskva,[kilde mangler] og har rejst over det meste af verden som udenrigskorrespondent.[kilde mangler] Han har siden 1973 skrevet bøger og digte, især om Sovjetunionen. Hans politiske spændingsromaner er fiktion, men ligger tæt op ad virkeligheden. 
Leif Davidsen debuterede i 1984 med romanen Uhellige alliancer, en thriller om Spanien efter Francisco Francos død og overgangen til demokrati. Fra 1988 kom trilogien Den russiske sangerinde (1988), filmatiseret i 1993, Den sidste spion (1991) og Den troskyldige russer (1993). Alle tre er politiske kriminalromaner om Sovjetunionens sammenbrud og tiden efter, på baggrund af en beskrivelse af Danmark som uskyldig og sløv småstat i den kolde krigs sidste periode.
Herefter udspiller Leif Davidsens bøger sig i det turbulente Europa, der blev en af følgerne af Berlinmurens fald. Den serbiske dansker (1996) handler således om den jugoslaviske borgerkrig. Lime's billede (1998), der blev oversat til adskillige sprog, viser ud fra en paparazzifotografs virkelighed et detaljeret billede af Europa og europæisk politik.
Men Davidsen har også bevæget sig i andre genrer, fx den dokumentariske beretning Østfronten. Danskere i krig (1999), og thrilleren De gode søstre (2001) behandler parallellen mellem sammenbruddet i det ny venstres i Danmark og det gamle venstre i Østeuropa, mens gamle nazister dukker op af fortidens tåger. Dostojevskis sidste rejse (2002) er en erindringsbog og en Ruslandsreportage. Thrilleren Den ukendte hustru (2006) foregår også i Rusland. På udkig efter Hemingway (2008) foregår i Cuba.
Leif Davidsen vandt i 1992 De Gyldne Laurbær for romanen Den sidste spion og Palle Rosenkrantz-prisen for Den russiske sangerinde.[kilde mangler]

## Udvalgt bibliografi
- Uhellige alliancer (1984)
- Den russiske sangerinde (1988), filmatiseret i 1993
- Den sidste spion (1991)
- Den troskyldige russer (1993)
- Forræderen - og andre historier (1995)
- Den serbiske dansker (1996), dramatiseret til TV i tre afsnit på DR
- Lime's billede (1998)
- Dostojevskijs sidste rejse (2002) (rejseberetning)
- De gode søstre (2003)
- Fjenden i spejlet (2004)
- Den ukendte hustru (2006)
- På udkig efter Hemingway (2008)
- Min broders vogter (2010)
- Utahs bjerge og andre historier (2011)
- Patriarkens hændelige død (2013)
- Steinbecks spøgelse – jagten på en forfatter (2014)
- Djævelen i hullet (2016)
- Ravnens rede (2017)
- Tag ikke imod en pølse i Moskva og andre historier (2018)
- Lenins bodyguard (2022)